# 22 Bishopsgate
TwentyTwo (22 Bishopsgate) è un grattacielo commerciale situato nel quartiere finanziario della City di Londra, in zona Bishopsgate, Inaugurato nel 2020, l'edificio raggiunge un'altezza di 278m su 62 piani, nel 2024 è il secondo edificio più alto di Londra e di tutto il Regno Unito dopo The Shard. Il progetto ha sostituito un precedente piano per una torre di 288 m, soprannominata The Pinnacle, la cui costruzione era iniziata nel 2008. In quell'anno venne realizzato soltanto il nucleo in calcestruzzo dei primi sette piani; ma i lavori furono sospesi nel 2012 a seguito della Grande Recessione. Successivamente,la struttura è stata riprogettata ed è ora conosciuta con il suo indirizzo, 22 Bishopsgate.. 
L'Economic Development Corporation dell'Arabia Saudita e il suo partner per lo sviluppo, Arab Investments, ha finanziato parte della costruzione (circa £500 milioni) in cambio di una partecipazione del 90% nella struttura. Tuttavia, il progetto è stato messo in attesa a causa della mancanza di finanziamenti aggiuntivi e impegni di locazione.
Nel dicembre 2013, è stato riferito che una revisione del processo di progettazione e costruzione, intrapresa dagli architetti Kohn Pedersen Fox, gli agenti CBRE e dagli sviluppatori originali, è stata completata, conservando l'esterno dell'edificio in stile helter-skelter ( simile agli scivoli a spirale dei parchi giochi) da conservare. Nel 2015, il sito è stato venduto ad un consorzio capitanato da AXA Real Estate ed un re-design con degli esterni più semplici, escludendo infine la parte più costosa, lo stile "helter skelter",che  è stato presentato per consultazione pubblica prima di fare richiesta per il permesso di costruire.
Nell'aprile 2016, è stato confermato che la società immobiliare Lipton Rogers ed il joint venture partner, AXA IM – Real Assets, avrebbero completato nel 2019 il progetto da un miliardo di sterline. A 278 metri, l'edificio sarebbe dovuto diventare il più alto della Città di Londra a quel tempo e, a causa di una possibilità di perdita di luce degli edifici attorno, ci sono state obiezioni al progetto da diverse parti. Tuttavia, la Città di Londra approvò il permesso dopo aver considerato i potenziali benefici della costruzione dell'edificio inclusa l'introduzione di maggior superficie calpestabile nell'area e la creazione di nuovi posti di lavoro.
Nel 2017, sono stati approvati dei piani che ridisegnavano l'edificio e riducevano la sua altezza ulteriormente a 255 m per via della preoccupazione che  le gru usate per la costruzione  avrebbero potuto interferire con le vie aeree del vicino Aeroporto di Londra City. Tuttavia, tutti questi progetti sono stati successivamente ritirati.

## Pianificazione originale e design
Gli architetti del The Pinnacle erano Kohn Pedersen Fox e il costruttore era la compagnia di gestione di fondi Union Investment. L'altezza della torre è stata inizialmente proposta di 307 metri, ma fu diminuita a 288 metri a seguito delle preoccupazioni da parte della Civil Aviation Authority. Il progetto rivisto prevedeva all'incirca 88,000 metri quadri di superficie per uffici.
La Bishopsgate Tower, come fu chiamata all'inizio, venne presentata per un permesso di costruire nel giugno 2005 ed approvata nell'aprile 2006. Il design torcente del tetto ed i motivi arricciati in facciata erano basati su varie forme organiche in natura come armadilli, funghi e conchiglie, e portarono a soprannominare l'edificio "The Helter Skelter", una tipologia di scivolo per bambini a forma di spirale . I piani più alti dovevano ospitare ristoranti e la più alta piattaforma panoramica pubblica nel Regno Unito.
Il design originario del The Pinnacle prevedeva inoltre più pannelli fotovoltaici di qualsiasi altro edificio nel paese, con 2,000 metri quadri di celle fotovoltaiche, capaci di generare fino a 200 kW di elettricità. Avrebbe avuto inoltre una pelle a doppio strato come il vicino dalla forma a cetriolo 30 St Mary Axe, permettendogli di rispondere dinamicamente ai cambi climatici e di utilizzare un effettivo controllo climatico con basso consumo di energia. Per regolare i costi di costruzione, tutti i pannelli sulla torre sarebbero stati della stessa esatta dimensione.
Nell'agosto 2006 Keltbray iniziò i test di palificazione sul sito. La demolizione cominciò sul più piccolo dei due edifici esistenti nel novembre 2006. A febbraio 2007 venne segnalato che la Bishopsgate Tower era stata comprata dalla Arab Investments, e che la struttura sarebbe stata rinominata The Pinnacle.
Nel maggio 2007 venne annunciato che il finanziamento completo era stato assicurato e che The Pinnacle sarebbe stato probabilmente costruito speculativamente. A giugno 2007 iniziò la demolizione del Crosby Court, il più grande dei due edifici presenti sul sito.
Nell'agosto 2007 l'Arab Investments firmò un contratto di pre-costruzione con Multiplex per costruire la torre.

## Demolizione del precedente edificio
La demolizione del sito preesistente iniziò a metà del 2007. Inizialmente si stimava una fine dei lavori entro il febbraio 2008, tuttavia questa venne ritardata ad aprile 2008 a causa di un decreto ingiuntivo vinto nel dicembre 2007 dalla Hiscox, una compagnia assicurativa con sede nella vicina Great St. Helen's. La società si lamentò dell'inquinamento acustico causato dalle operazioni di demolizione. L'ingiunzione ottenuta da Hiscox Syndicates & Another contro The Pinnacle Ltd & Others nel gennaio 2008 forniva protezione su tre punti:
1. tutela del diritto di accesso al parcheggio dall'entrata su Crosby Square;
2. protezione da infiltrazioni di acqua;
3. protezione dalle vibrazioni, limitate in determinati momenti durante la giornata lavorativa.

L'ingiunzione fu modificata con successo nel corso di un'udienza nel giugno 2008. La domanda di variare i termini del provvedimento in materia di accesso fu concessa ed un nuovo Ordine fu emesso dalla Technology and Construction Court.
L'accesso alternativo dall'altro lato del sito garantiva che l'accesso all'entrata del parcheggio fosse mantenuto mentre la demolizione sopra e adiacente alla strada principale continuava.
La demolizione fu completata entro giugno 2008.

## Costruzione iniziale
Nel tardo maggio 2008, una gru mobile ed una piattaforma di palificazione arrivarono in cantiere per preparare la costruzione. Fu segnalato che lo studio legale Davies Arnold Cooper avrebbe occupato fino a 7,400 metri quadri di spazio per uffici e, successivamente, che il ristorante che sarebbe sorto in cima alla torre era stato affittato. La torre era ampiamente in costruzione, con le armature già inserite nel terreno, che formavano parte delle palificazioni che avrebbero sostenuto il peso della torre. Nel novembre 2008 un'altra piattaforma di palificazione prese ad operare nel cantiere, così come giunsero le lamiere d'acciaio per i pali.
A marzo 2009 la palificazione più grande di sempre nel Regno Unito era stata posata. (Il detentore precedente del record era la Moor House con fondazioni profonde 57 m, e queste furono costruite solo a quella profondità nel 2002 per permettere al Crossrail di eventualmente passare sotto di essa.) I pali furono affondati 48,5 m sotto il livello del mare, e 65,5 m sotto il sito (sorpassando la profondità della Moor House di 8.5 m).
Nell'estate 2009 la palificazione era stata completata e gli operai iniziarono a scavare più a fondo, pronti a costruire le fondamenta. La prima base per gru venne installata nell'ottobre 2009.
Nel giugno 2011 l'Arab Investments annunciò di aver assicurato i quasi £500 milioni di deficit nel progetto, intendendo che il lavoro poteva riprendere, e per dicembre 2011 il nucleo aveva raggiunto il sesto piano. Un prestito di £140 milioni fu fornito dalla HSH Nordbank, un prestasoldi con sede ad Amburgo, che venne successivamente esteso per tre volte.
Nel marzo 2012 il progetto venne sospeso fino ad almeno l'inizio del 2013, per via di problemi riguardo al pre-affitto. Nel dicembre 2012 un accordo proposto dalla Arab Investments agli appaltatori Brookfield Multiplex spianò la strada perché i lavori potessero riprendere "potenzialmente molto presto". Tuttavia, nel febbraio 2013 venne segnalato che il grattacielo parzialmente costruito avrebbe potuto essere demolito e ricostruito da zero basandosi su uno schema meno costoso. Il mese successivo si venne a sapere che diversi architetti avevano presentato offerte per ridisegnare The Pinnacle, incluso Ken Shuttleworth, il co-designer del 30 St Mary Axe.
Nell'aprile 2013 venne insinuato che The Pinnacle non avrebbe ricominciato ad essere costruito sotto il design originale. Tuttavia, a dicembre 2013, dopo un'ampia revisione del design, vennero apportate modifiche alle planimetrie interne ma il costoso esterno fu conservato senza cambiamenti significativi.

## Vendita e re-design
Nel febbraio 2015 il sito venne acquisito da un consorzio capitanato dalla AXA Real Estate con un accordo da £300 milioni. L'edificio fu completamente riprogettato e una nuova richiesta di permesso di costruire venne presentata nell'estate 2015 previa consultazione. Questa venne approvata nel novembre 2015. Il nucleo centrale di cemento del progetto originale venne completamente rimosso per dicembre 2015, e la costruzione del nuovo edificio cominciò nel gennaio 2016.
Il nuovo edificio, rinominato 22 Bishopsgate, è previsto essere alto 278 m con 62 piani. È stimato che la torre sarà dotata di 120,000 metri quadri di area per uffici e 4,000 metri quadri per ristoranti, negozi e gallerie panoramiche.
Durante la campagna per il Referendum EU, il costruttore, AXA, ha dichiarato che nonostante loro fossero "impegnati per lo sviluppo", avrebbero potuto "rivedere le opzioni" se si fosse votato per lasciare l'Unione Europea. Tuttavia, nonostante il 23 giugno vinse il lasciare l'Unione, la costruzione è proseguita.
Nel novembre 2016, venne richiesto un nuovo permesso di costruire che modificava leggermente il design dell'edificio proposto, così come riduceva la sua altezza di 23 metri a 59 piani per permettere "una più pulita e più elegante risoluzione della cime dell'edificio nel contesto dei vincoli del controllo del traffico aereo". La richiesta fu approvata nel febbraio 2017. Tuttavia, questi piani furono ritirati, con la conferma da parte del costruttore che il progetto da 62 piani e 278 m sarebbe stato costruito.
L'edificio è stato completato nel 2020. Nel 2023 è stata inaugurata la piattaforma panoramica pubblica chiamata Horizon 22 (il cui accesso è gratuito), la più alta di tutto il Regno Unito superando anche quella di The Shard.

## Galleria d'immagini

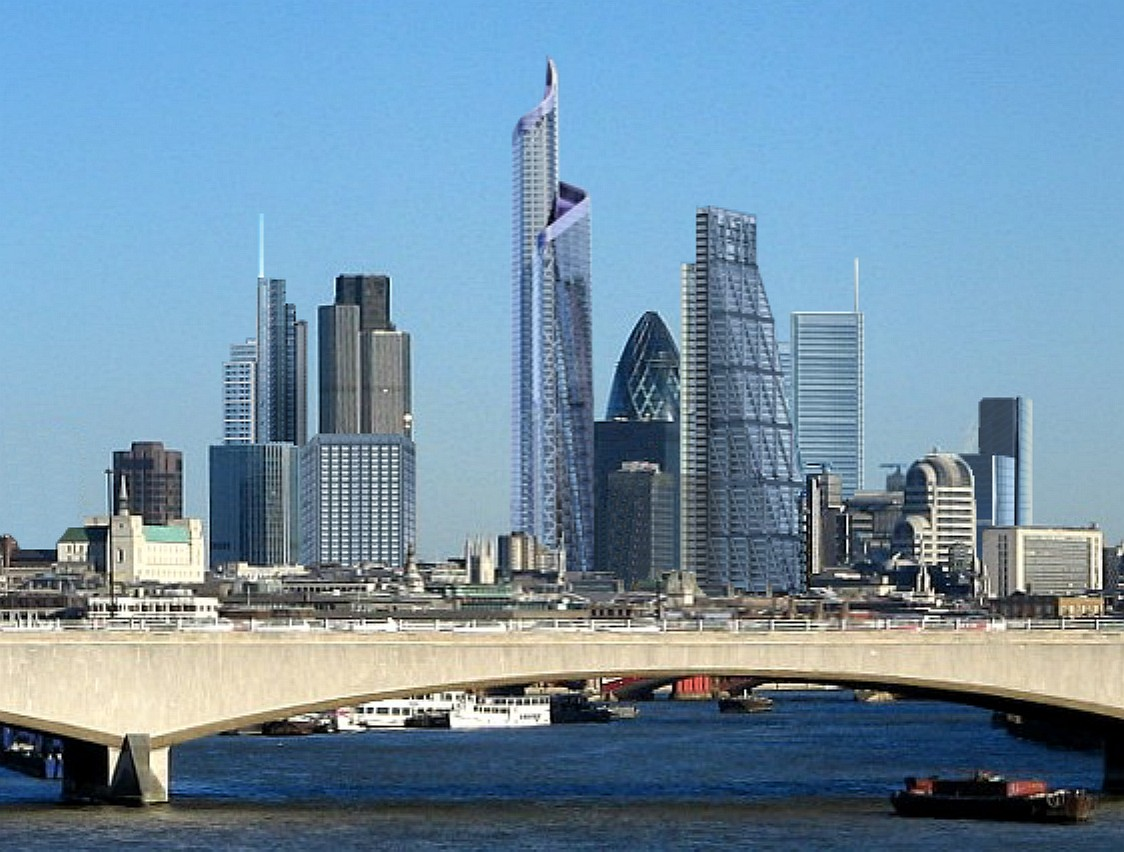
The Pinnacle, vecchio design
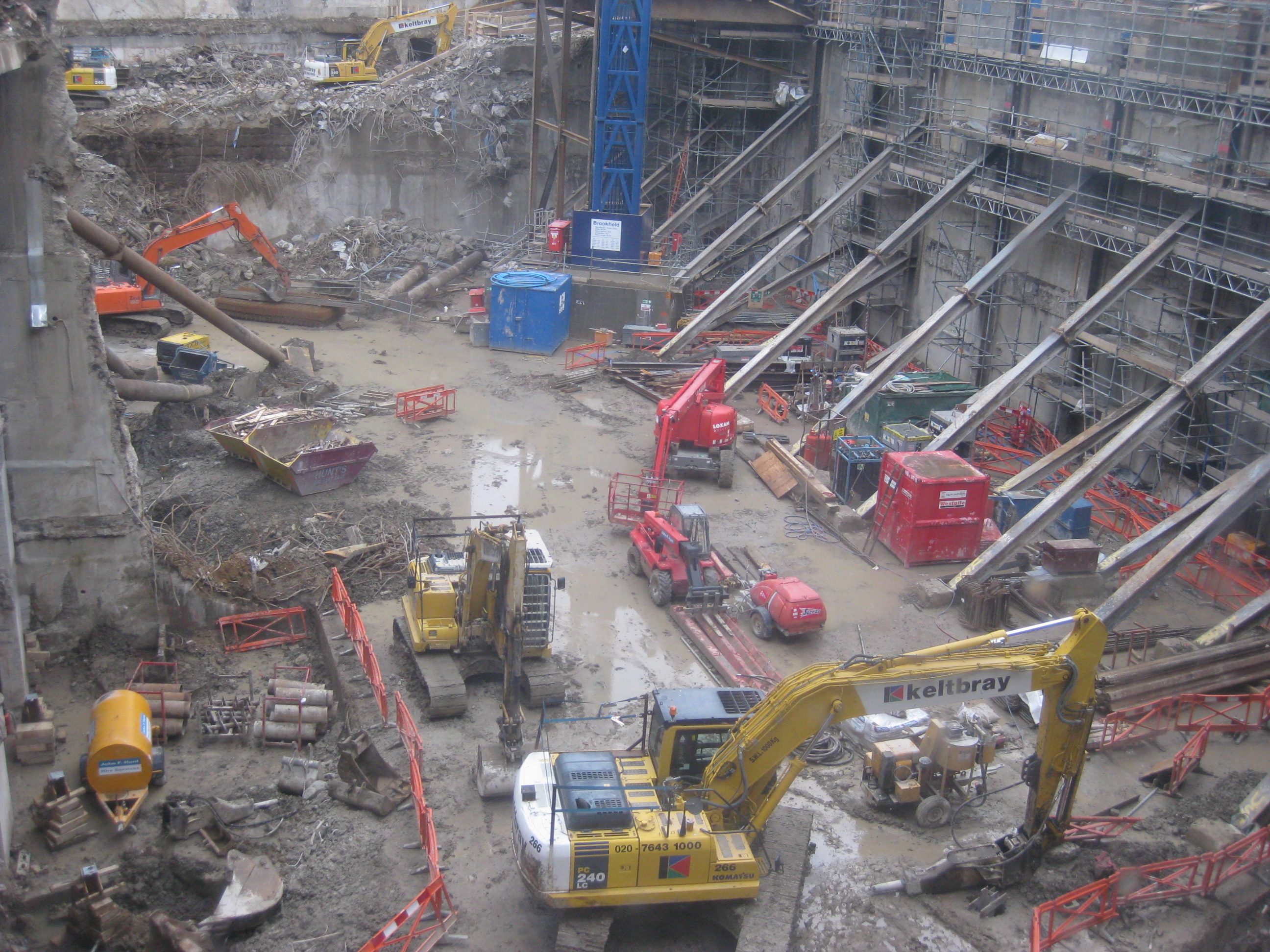
Cantiere 22 Bishopsgate, dicembre 2009
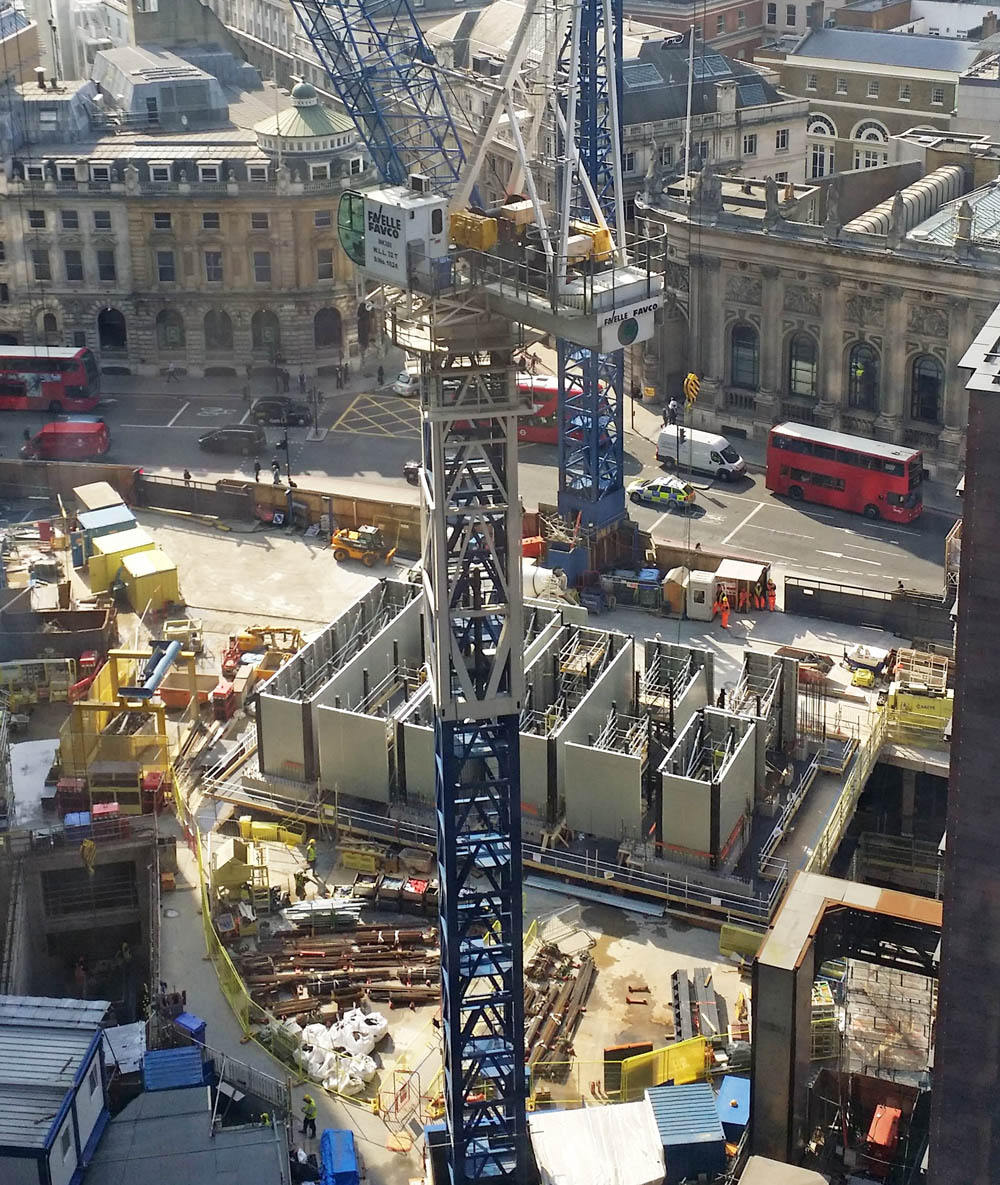
Cantiere 22 Bishopsgate, maggio 2016
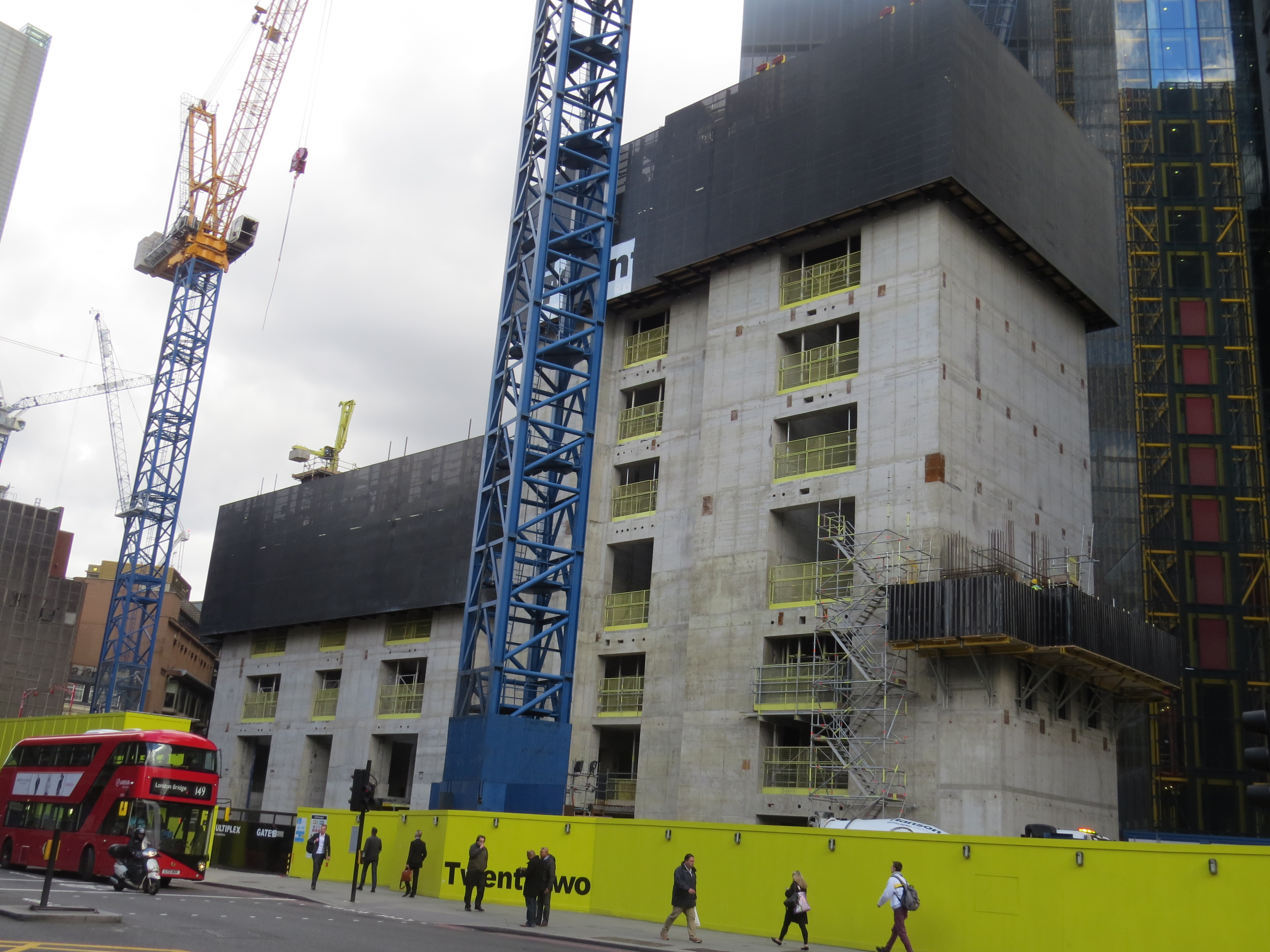
Cantiere 22 Bishopsgate, ottobre 2016
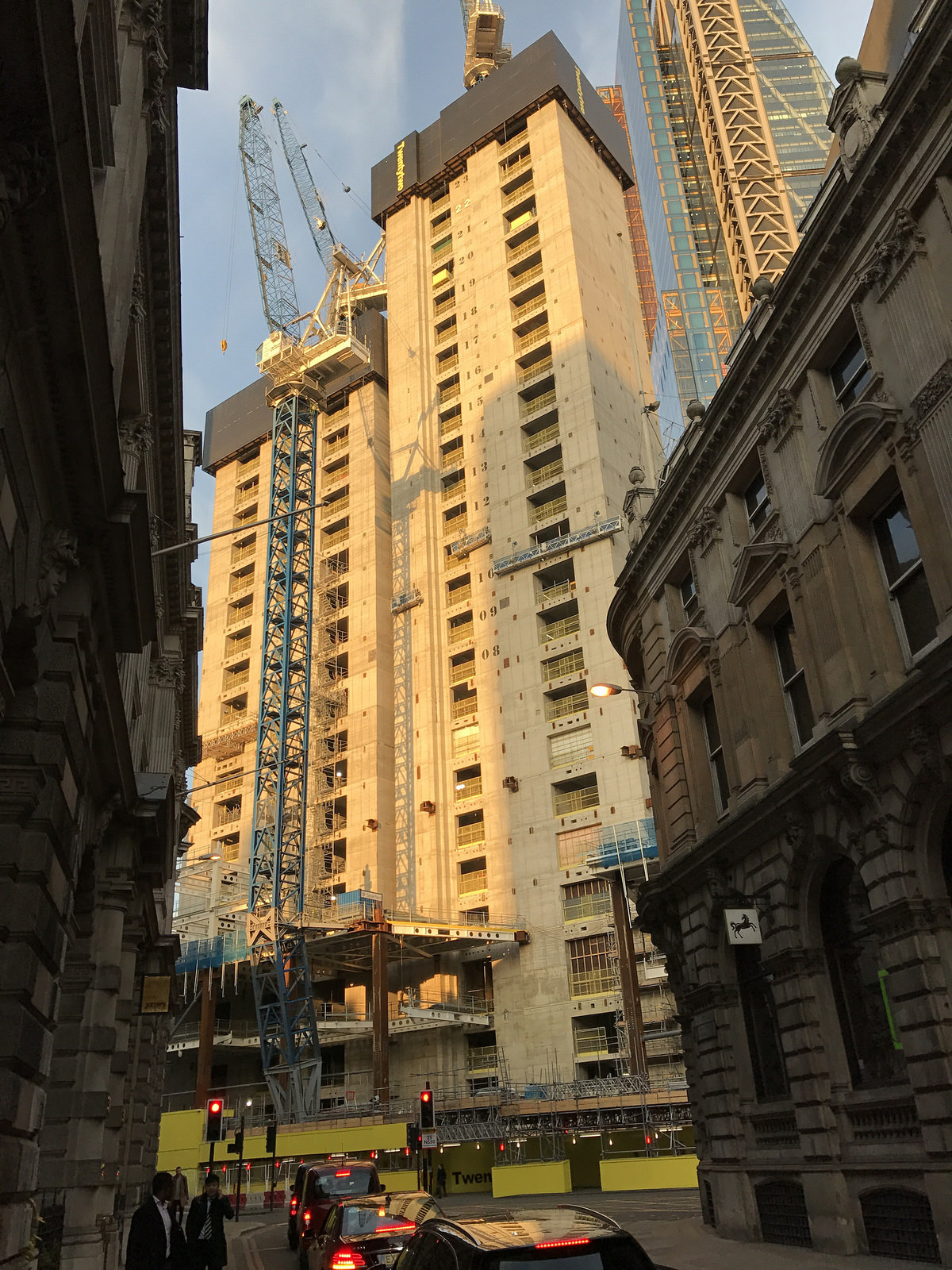
Cantiere 22 Bishopsgate, maggio 2017
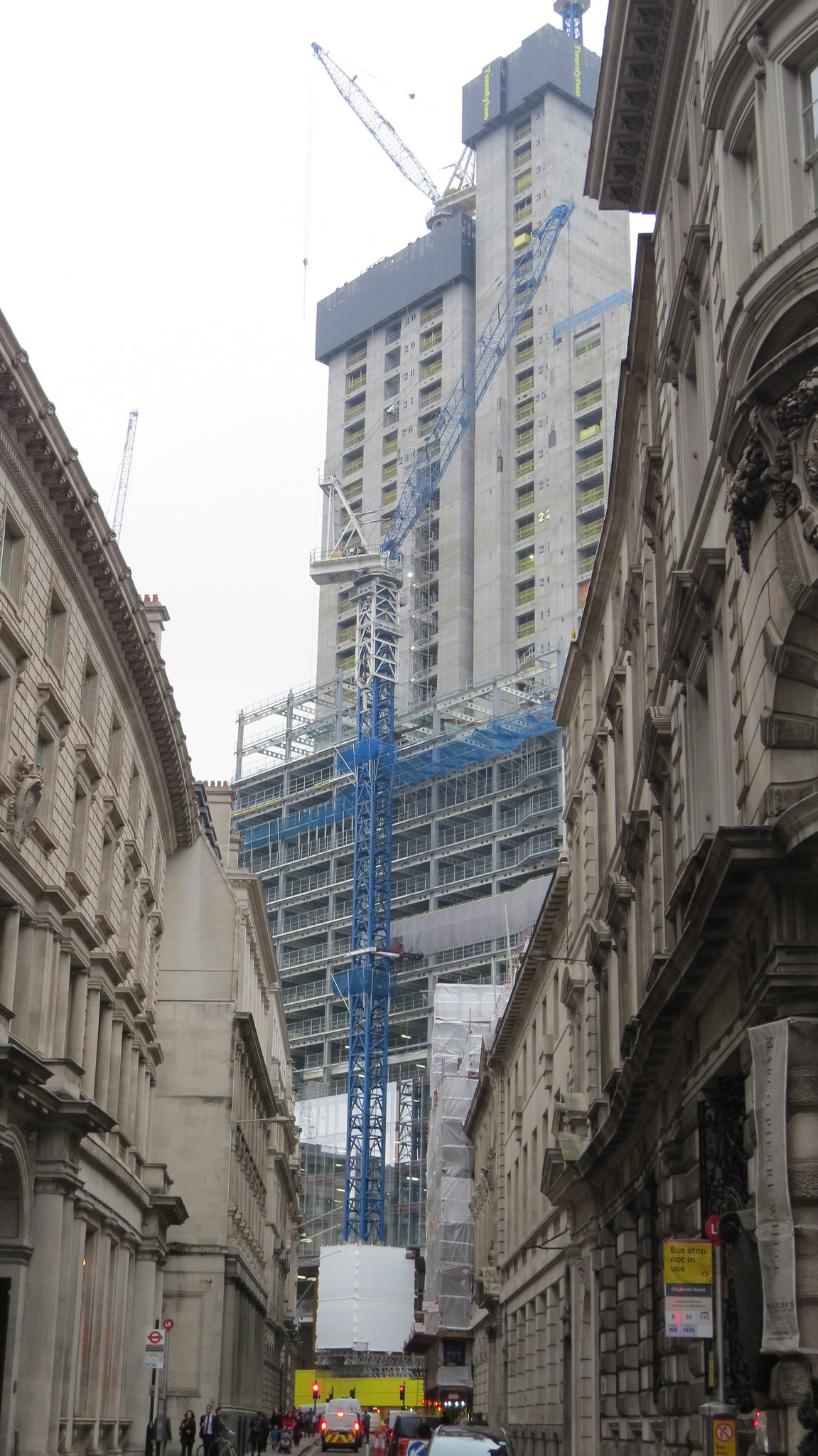
Cantiere 22 Bishopsgate, ottobre 2017
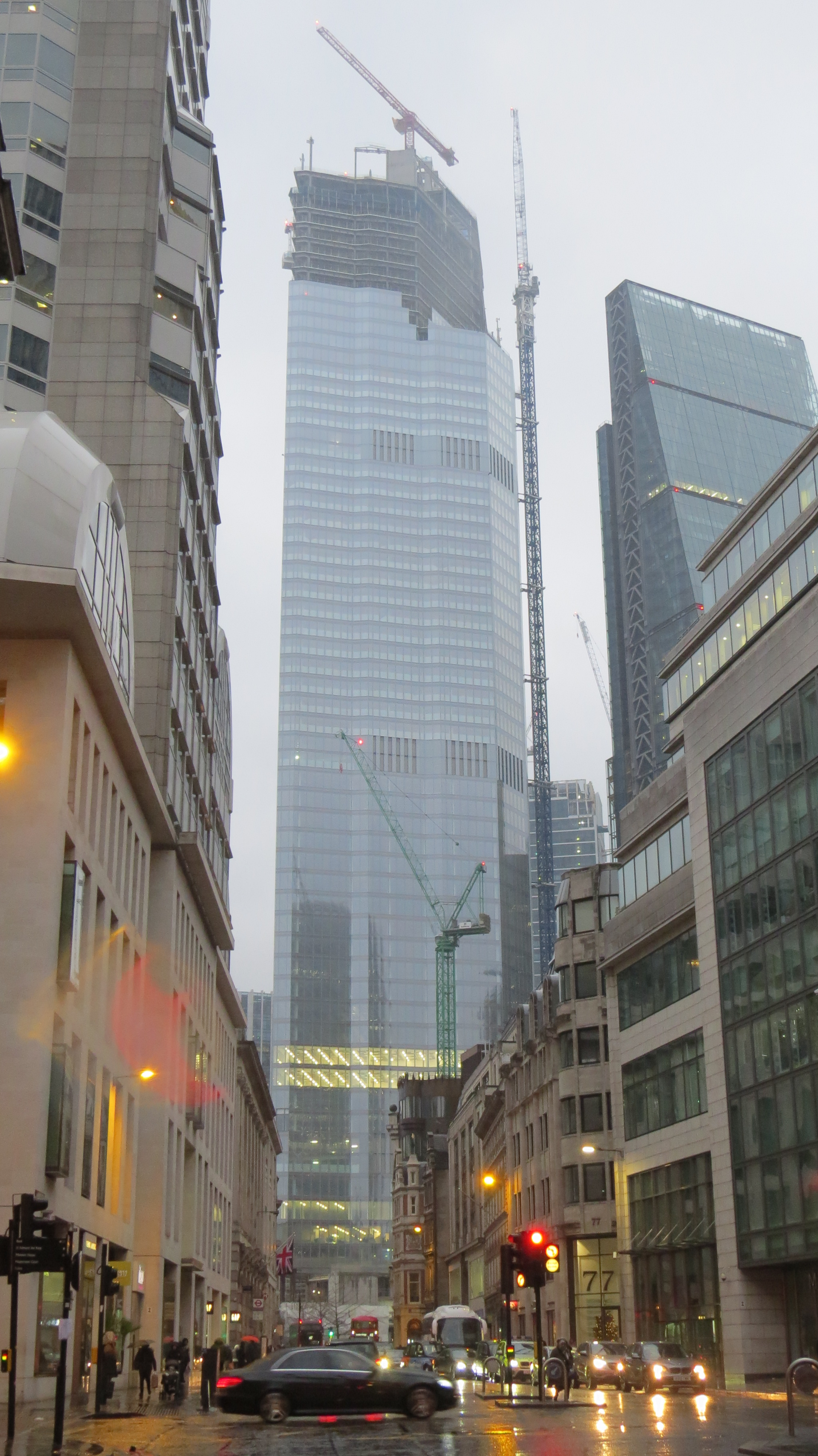
Cantiere 22 Bishopsgate, dicembre 2018
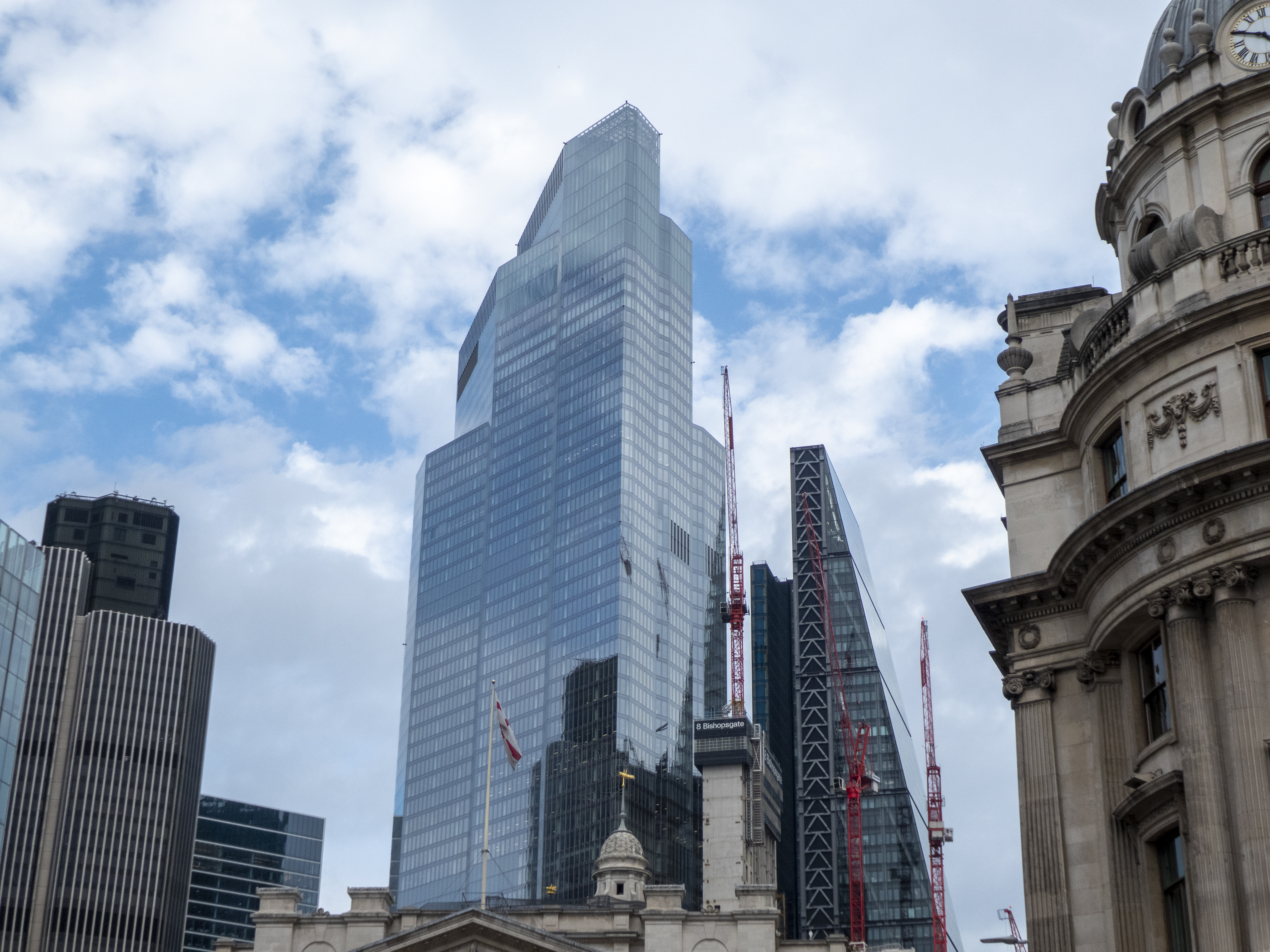
L'edificio completato, agosto 2021